# Johann von Klenau
Johann von Klenau, znan tudi kot Johann Josef Cajetan von Klenau und Janowitz, avstrijski general, * 13. april 1758, Praga, † 6. oktober 1819, Brno.